# Di(benzothiazool-2-yl)disulfide
Di(benzothiazool-2-yl)disulfide is een organische verbinding met als brutoformule C14H8N2S4. De stof komt voor als een lichtgeel reukloos poeder, dat onoplosbaar is in water.
Di(benzothiazool-2-yl)disulfide wordt gebruikt tijdens de vulkanisatie van rubber als een soort katalysator.

## Toxicologie en veiligheid
De stof ontleedt bij verbranding, met vorming van giftige en corrosieve gassen, waaronder koolstofmonoxide, koolstofdioxide, stikstofoxiden en zwaveloxiden.
De stof is irriterend voor de ogen, de huid en de luchtwegen. Herhaald of langdurig contact kan de huid gevoelig maken.